# Ole Korneliussen
Ole Korneliussen (* 10. April 1947 in Nanortalik; † 8. Dezember 2022) war ein grönländischer Schriftsteller und Übersetzer.

## Leben
Ole Korneliussen wurde in Nanortalik in Südgrönland geboren, verbrachte seine Kindheit aber auch in Upernavik und Aasiaat. Seine Eltern sind Otto († 1990) und Katrine Korneliussen In seiner Jugend lebte er in Nuuk, bevor er 1967 nach Dänemark zog, wo er in Aalborg und Aarhus lebte. Später zog er nach Kopenhagen. Am 16. April 1984 heiratete er seine Frau Suzanne.
1973 veröffentlichte er seine erste Gedichtsammlung, Putoq. Mit der Novelle Seqinnersumi apisoq gewann er 1987 einen Literaturwettbewerb von Nordens Institut in Grönland. Für die Gedichtsammlung Uumasoqat wurde er 1999 für den Literaturpreis des Nordischen Rates nominiert. In seinen Werken behandelte Ole Korneliussen auf sarkastische Art und Weise grönländische wie dänische Gesellschaftsthemen. Viele seiner Werke übersetzte er selber ins Dänische. Insgesamt erschienen seine Gedichte und Novellen auch auf Deutsch, Englisch, Samisch, Finnisch, Russisch, Romani, Isländisch, Italienisch und Spanisch. Daneben hat er auch Werke von Tine Bryld, Christian Høgsberg und Pia Tafdrup übersetzt. Er starb 2022 im Alter von 75 Jahren.

## Werke
- 1973: Putoq („Loch“)
- 1990: Seqinnersumi apisoq („Es schneit im Sonnenschein“)
- 1991: Putoq nutaaq („Neues Loch“)
  - 1993: Glamhuller („Kirchenglockenfenster“)
- 1992: Uumasoqat („Tiergenosse“)
  - 1998: Det andet dyr („Das andere Tier“)
  - 2009: Qivittoq – Verhalen uit Groenland („Qivittoq – Erzählungen aus Grönland“; ins Niederländische übersetzt von Tekke Terpstra)
- 1999: Tarrarsuummi tarraq („Spiegelbild im Spiegel“)
  - 2000: Saltstøtten („Die Steinsäule“)
  - 2002: Saltstoden („Die Steinsäule“; ins Schwedische übersetzt von Inge Knutsson)
- 2009: Meerannguatut ilinngikkuni („Wenn er sich nicht wie ein kleines Kind verhält“)
  - 2011: En spytklat på kinden („Ein bisschen Spucke auf der Wange“)